# Antonio Saturno
Antonio Saturno (Vico Equense, 11 marzo 1980) è un compositore, direttore d'orchestra, chitarrista arrangiatore, orchestratore, didatta e mandolinista italiano.

## Attività e formazione
Antonio Saturno, diplomato in Composizione, Musica Corale e Direzione di Coro, Chitarra, Mandolino, Didattica della Musica, svolge attività musicale come  chitarrista, mandolinista, direttore, compositore, orchestratore, arrangiatore e docente.
Musicista eclettico ed eterogeneo, svolge un’intensa attività concertistica su tutto il territorio nazionale ed internazionale (Giappone, Bulgaria, Ungheria, Repubblica Ceca, Romania, Albania, Città del Vaticano) da solista, in complessi cameristici e con orchestra.
Cultore della canzone classica napoletana, ha curato le orchestrazioni, gli arrangiamenti e la direzione musicale dei lavori discografici del cantante Mimmo Angrisano: Speranzella - le canzoni di Sergio Bruni (2011); Storie di Napoli (2015); Qui fu Napoli - concerto per voce e chitarra (2021); Natale a Napoli (2024).
Dal 2014 è in tournée, come chitarrista, con Michele Placido nello spettacolo "Serata d’Onore".
Ha curato orchestrazioni e arrangiamenti di numerosi lavori discografici, teatrali e editoriali di vari generi musicali: sacro, cólto, classico napoletano e canzonettistico.
Come compositore ha scritto numerosi brani tra cui composizioni per: 
- chitarra sola
- chitarra e orchestra
- coro a cappella
- soli, coro e orchestra
- violoncello solo
- chitarra e fagotto
- chitarra e violino
- violino solo
- mandolino e orchestra
- ensemble a plettro.

È fondatore, direttore, compositore, arrangiatore ed orchestratore, oltre che chitarrista e mandolinista, di numerose formazioni cameristiche ed orchestrali: Ensemble ed orchestra a plettri “Anelli di Saturno”, Nuova Orchestra Alfaterna, Gruppo cameristico Alfaterna, Ensemble cameristico alfonsiano, Antonio Saturno Classic Quintet.
È spesso presente in emittenti televisive e radiofoniche locali, nazionali o internazionali per programmi di cultura musicale; è di frequente ospite dei programmi musicali trasmessi da Radio Vaticana a cura di Luigi Picardi.
È docente di chitarra e musica d'insieme presso il Liceo Musicale Statale "A. Galizia" di Nocera Inferiore (SA).

## Pubblicazioni
- 10 canzoni spirituali di sant’Alfonso M. de Liguori (2016)
- Il Duetto ossia Canto della Passione di Alfonso M. de Liguori. Orchestrazione per orchestra a plettro di Antonio Saturno (2016)
- Studium. Concerto in Do maggiore per mandolino e orchestra d'archi (2016)
- Concerti RV 93 e RV 425 di Antonio Vivaldi. Orchestrazione per mandolino solo ed orchestra a plettro con realizzazione chitarristica del b.c. di Antonio Saturno (2016)
- Tre brani per chitarra (2018)
- Sette canti sacri per solo, duo, coro ad libitum ed orchestra (2023)
- 10 pezzi per clavicembalo di J. S. Bach trascritti per chitarra (2023)

## Discografia (parziale)
- Speranzella - le canzoni di Sergio Bruni (2011)
- 10 canzoni spirituali di sant’Alfonso M. de Liguori (2013)
- Storie di Napoli (2015)
- Studium omaggio a Vivaldi (2016)
- Concerto cavalleresco (2017)
- Qui fu Napoli - Concerto per voce e chitarra (2021)
- Tamerici (2023)
- Natale a Napoli (2024)